# Kirke (trosretning)
 For alternative betydninger, se Kirke. (Se også artikler, som begynder med Kirke)
Kirke stammer fra græsk kyriakón, et adjektiv i intetkøn til kýrios "herre". Kirke betyder med andre ord "det som hører Herren til". Ordet er en betegnelse for et samfund af religiøst troende, normalt en kristen trosretning, f.eks. den lutherske kirke og den romersk-katolske kirke. 
Desuden bruges udtrykket om alle kristne – "verdenskirken".[kilde mangler]